# Firma na splátky
Firma na splátky, neboli společnost na splátky je službou, kterou nabízí poskytovatelé ready-made společností, která kopíruje příznivý trend začínajících malých firem podnikajících na území ČR. V současné době podniká jako OSVČ nebo jako malý podnikatel přes 1 milion subjektů, kteří vytváří 1/3 českého HDP.
Firma na splátky nabízí možnost převodu společnosti na nového majitele za zálohu. Ke koupi obchodního podílu ready-made společnosti (např. s.r.o.) dojde podpisem Smlouvy o převodu obchodního podílu, která musí mít písemnou formu, musí být opatřena ověřenými podpisy a splňovat ostatní právní náležitosti. V mnoha případech dochází ve stejnou dobu k odvolání jednatele a jmenování nového jednatele. Až po zápisu změn ve společnosti do obchodního a živnostenského rejstříku dojde k doplacení služby.